# 半母音

調音方法

気流の妨害度

阻害音
破裂音
破擦音
摩擦音
共鳴音
ふるえ音
はじき音
接近音

気流の通路
中線音
側面音
口蓋帆の状態
口音
口鼻音
鼻音
気流機構
肺臓気流
吸気音
呼気音

非肺臓気流
放出音
入破音
吸着音

▶ 調音部位

半母音（はんぼいん、英: semivowel）とは接近音の一種で、接近音の構えからすぐに別の母音に移行していくとき、最初に瞬間的に発音される接近音の部分を子音と認識していう用語である。持続する部分がなく、常に動く音であることからわたり音（英: glide）とも呼ばれる。言語によっては、母音に後続する短い接近音を半母音とすることもある（ロシア語のйなど）。定義上、半母音は音節主音にはなり得ない。
接近音をある程度以上に持続して発音すると、もはや半母音ではなく母音として認識される（狭母音）。

## 日本語の半母音
日本語では、半母音と母音とで構成されるモーラには独立した文字が与えられ、ヤ行およびワ行として五十音図に定義されている。
- ヤ行子音 - 硬口蓋接近音 [j]
- ワ行子音 - 両唇接近音 [β̞]

## 国際音声記号
- 両唇接近音 - [β̞]
- 硬口蓋接近音 - [j]
- 軟口蓋接近音 - [ɰ]

### 二重調音
- 両唇軟口蓋接近音 - [w]
- 両唇硬口蓋接近音 - [ɥ]